# Вал (геология)
Вал — вытянутая положительная платформенная структура, длиной от нескольких десятков до сотен километров. Ширина валов достигает десятков километров, а высота до первых сотен метров. Средняя площадь вала от 200 до нескольких тысяч квадратных километров. Валы древних и относительно молодых платформ имеют общие черты и связаны с приразломной тектоникой.